# Pedro Torres
Pedro Torres Cruses (Humilladero, 27 april 1949) is een voormalig Spaans wielrenner. Hij reed negen jaar bij de profs. Dit was van 1971 tot 1980.

## Belangrijkste resultaten
1973
- Bergklassement Ronde van Frankrijk

1974
- Subida a Arrate

1977
- 15e etappe In de Ronde van Spanje
- Bergklassement in de Ronde van Spanje

1978
- Trofeo Masferrer

## Resultaten in voornaamste wedstrijden
| Jaar | Ronde van Italië | Ronde van Frankrijk | Ronde van Spanje |
| ---- | ---------------- | ------------------- | ---------------- |
| 1972 |                  |                     | 31e              |
| 1973 |                  | 13e (1)             | 5e               |
| 1974 |                  |                     | opgave           |
| 1975 |                  | 10e                 | 14e              |
| 1976 |                  | 17e                 | 9e               |
| 1977 |                  | 19e                 | 9e (1)           |
| 1978 | 16e              | opgave              |                  |
| 1979 |                  |                     | 6e               |
| 1980 |                  | 35e                 | ↑                |

| Jaar | Milaan-San Remo |  | WK op de weg |  | Wereldranglijsten |
| ---- | --------------- |  | ------------ |  | ----------------- |
| 1972 |                 |  |              |  |                   |
| 1973 |                 |  | 6e           |  |                   |
| 1974 |                 |  |              |  |                   |
| 1975 |                 |  | 4e           |  | 32e (SPP)         |
| 1976 |                 |  | 35e          |  |                   |
| 1977 |                 |  |              |  |                   |
| 1978 | 26e             |  | 28e          |  |                   |
| 1979 |                 |  | 32e          |  |                   |
| 1980 |                 |  |              |  |                   |